# Ullrich Haupt (attore 1915-1991)
Ullrich Haupt, talvolta accreditato anche come Ulrich Haupt (Chicago, 10 ottobre 1915 – Monaco di Baviera, 23 novembre 1991), è stato un attore tedesco, che fu attivo in campo cinematografico e - soprattutto - televisivo.
Figlio d'arte (suo padre era l'attore Ullrich Haupt sr. e sua madre l'attrice Beatrice Norden), partecipò - tra cinema e televisione ad oltre una trentina di differenti produzioni, a partire dall'inizio degli anni quaranta. Era, tra l'altro, un volto noto al pubblico per essere apparso in vari episodi di serie televisive quali L'ispettore Derrick e Il commissario Köster (Der Alte).

## Biografia
Haupt era nato a Chicago, negli Stati Uniti ed era figlio di immigranti tedeschi originari della Pomerania Grazie anche ai continui viaggi in Germania, era sin dall'infanzia perfettamente bilingue.
Dopo aver completato gli studi a Los Angeles, all'inizio degli anni trenta si iscrisse ad una scuola d'arte a Berlino, con l'intenzione di diventare pittore, ma in seguito, affascinato dalle tragedie di William Shakespeare, decise di dedicarsi alla recitazione.
Durante la seconda guerra mondiale, fu protagonista di una propaganda radiofonica a favore del nazismo intitolata "Visione di un'invasione. L'attore dichiarò in seguito che fu costretto a farlo sotto la minaccia della deportazione di tutta la sua famiglia.

## Filmografia parziale

### Attore

#### Cinema
- I commedianti (Komödianten), regia di Georg Wilhelm Pabst (1941)
- Alarmstufe V (1941)
- Träumerei, regia di Harald Braun (1944)
- Kamerad Hedwig (1945)
- Der Engel, der seine Harfe versetzte (1959)
- Heimweh nach St. Pauli (1963)
- I criminali della banda Dillinger (1966)
- Muori lentamente... te la godi di più (Mister Dynamit - morgen küßt Euch der Tod), regia di Franz Josef Gottlieb (1967)
- Salon Kitty, regia di Tinto Brass (1975)
- Target - Scuola omicidi (1985)
- Das Spinnennetz (1989)

#### Televisione
- Fährten - film TV (1960) - ruolo: Pless
- La rivolta di Lysistrata - film TV (1961)
- Unseliger Sommer - film TV (1961)
- Das Leben ein Traum - film TV (1963)
- Stalingrad - film TV (1963)
- Die Verschwörung des Fiesco zu Genua - film TV (1964)
- Die fünfte Kolonne - serie TV, 1 episodio (1966)
- Der schwarze Freitag - film TV (1966)
- Die Mission - film TV (1967)
- Der Fall Petkov - film TV (1968) - Nikola Petkov
- Knüpfe das Netz nach dem Fisch - film TV (1968)
- Der Kommissar - serie TV, 1 episodio (1970) - Benno Dönhoff
- Gneisenau - Die politische Auflehnung eines Soldaten - film TV (1970) - Conte Neidhardt von Gneisenau
- Der Kommissar - serie TV, 1 episodio (1972) - Manni Geckow
- L'ispettore Derrick - serie TV, ep. 01x03, regia di Helmut Käutner (1974)
- Donadieu - film TV (1976) - Donadieu
- L'ispettore Derrick - serie TV, ep. 03x07, regia di Leopold Lindtberg (1976) - Sig. Schirner
- 21 ore a Monaco - film TV (1976)
- L'ispettore Derrick - serie TV, ep. 05x09, regia di Alfred Vohrer (1978) - Georg Hassler
- L'ispettore Derrick - serie TV, ep. 06x09, regia di Helmuth Ashley (1979) - Hans-Martin Jurek
- Familienfest - film TV (1980)
- Il commissario Köster - serie TV, episodio "La sconosciuta" (1981) - Prof. Georg Hormann
- L'ispettore Derrick - serie TV, 1 episodio (1982) - Dott. Hansen
- Il commissario Köster - serie TV, 1 episodio (1982) - Prof. Schramm
- Tatort - serie TV, 1 episodio (1986)
- L'ispettore Derrick - serie TV, 1 episodio (1982) - Dott. Krosinger
- Il commissario Köster - serie TV, 1 episodio (1987) - Albert Kosak
- Fuga da Sobibor - film TV (1987) - Sergente Wolf
- Il commissario Köster - serie TV, 1 episodio (1988) - Hugo von Bantwik
- Münchhausens letzte Liebe - film TV (1988)
- Achterloo IV - film TV (1989)
- L'ispettore Derrick - serie TV, 1 episodio (1991) - Thorsten Hohner

### Regista
- Der Raub der Sabinerinnen - film tv (1965)
- Der Kommissar - serie TV, 1 episodio (1974)